# Johan-Olav Botn
Johan-Olav Botn (Stårheim, 18 de junio de 1999) es un deportista noruego que compite en biatlón. Ganó tres medallas en el Campeonato Europeo de Biatlón de 2024, oro en el relevo mixto y plata en las pruebas individual y de velocidad.

## Palmarés internacional
| Campeonato Europeo | Campeonato Europeo   | Campeonato Europeo | Campeonato Europeo |
| Año                | Lugar                | Medalla            | Prueba             |
| ------------------ | -------------------- | ------------------ | ------------------ |
| 2024               | Osrblie (Eslovaquia) | Medalla de oro     | Relevo mixto       |
| 2024               | Osrblie (Eslovaquia) | Medalla de plata   | Velocidad          |
| 2024               | Osrblie (Eslovaquia) | Medalla de plata   | Individual         |